# Divin Enfant (film)
Pour les articles homonymes, voir Divin enfant.
Pour plus de détails, voir Fiche technique et Distribution.
Divin Enfant est un film de Noël comique franco-belgo-luxembourgeoise réalisée par Olivier Doran et sortie en 2014. Il s'agit d'un remake du film suédois Happy Christmas!.

## Synopsis
Jean (Sami Bouajila) est marié avec Sarah (Émilie Dequenne). Pour Noël, les deux ex-maris de Sarah et leurs familles sont conviés.

## Fiche technique
- Titre : Divin Enfant
- Réalisation : Olivier Doran
- Scénario : Olivier Doran, Monica Rolfner et Philippe Lefebvre
- Musique : André Dziezuk et Pascal Jambry
- Photographie : Philippe Guilbert
- Montage : Emmanuelle Baude
- Producteur : Christine Gozlan et Nicolas Steil
  - Producteur associé : David Poirot
  - Producteur exécutif : Olivier Hélie
- Production : Thelma Films, Iris Productions et IRIS Films
- Distribution : UGC Distribution
- Pays :  France,  Luxembourg et  Belgique
- Durée : 85 minutes
- Genre : comédie
- Date de sortie :
  - France : 15 janvier 2014

## Distribution
- Sami Bouajila : Jean
- Émilie Dequenne : Sarah, épouse de Jean
- Géraldine Pailhas : Pauline
- Guillaume de Tonquédec : Éric
- Linh-Dan Pham : Marie
- Pascal Demolon : Xavier
- Marco Prince : Thomas
- Natacha Lindinger : Elisabeth
- Christophe Corsand : Jacques Peyrelevade
- India Hair : Sophie
- Marie Drion : Juliette
- Grégoire Oestermann : Christian
- Juliette Moro : Raphaëlle
- Léonie Moro : Eléonore
- Nagui : lui-même

## Accueil

### Réception critique
Le film reçoit des critiques négatives du public et de la critique : « Un scénario indigent, une mise en scène poussive et un film qui n'a rien d'un cadeau, trois semaines après les fêtes. »
Selon Le Figaro, le film est un flop et figure en quatrième position dans la liste des vingt films français et étrangers les plus « boudés par le public » en 2014 .